# Psychopathics from Outer Space
Psychopathics from Outer Space è una compilation di brani inediti del gruppo Insane Clown Posse.

## Tracce
1. The Dirt Ball
2. Murder, Murder, Murder
3. $50 Bucks
4. Blam!
5. Sleep Walker
6. R-U-A Ryda?
7. She Ain't Afraid
8. Slim Anus
9. Dead End (feat. Ice-T)
10. Red Neck Hoe '99
11. Somebody's Dissin' U
12. The Amazing Maze
13. Old School Pervert
14. Who?
15. Meat Cleaver